# Мануель де Аскасубі
Мануель де Аскасубі-і-Матеу (1804–1876) — еквадорський політик, віце-президент (з 1847 до 1851) і президент країни (з жовтня 1849 до червня 1850), також виконував обов'язки глави держави влітку 1869 року.

## Життєпис
Народився в аристократичній родині. Попри те що він був спадкоємцем титулів маркіза де Маенса та графа де Пуньйонростро, приєднався до борців за незалежність від Іспанії. Він одружився з Кармен Спалінас де ла Вега, дочкою Хуана де Салінаса, одного з лідерів повстання проти іспанської влади.
Після завершення другого терміну на посту глави держави, з серпня до жовтня 1875 року обіймав посаду міністра внутрішніх справ та закордонних справ.